# Хурмеваара, Герман Вильгельмович
Герман Вильгельмович Хурмеваара (19 февраля 1886 — 16 февраля 1938) — член парламента Финляндии от Социал-демократической партии Финляндии. Он родился в Киурувеси и работал в парламенте Финляндии с 1917 по 1919 год. В 1920-х жил в Швеции. В 1930 году был выслан из Швеции и вместе с семьей переехал в Советский Союз . Во время Большого террора Хурмеваара был арестован по обвинению в шпионаже и заключен в тюрьму 23 декабря 1937 года. Позднее он был приговорен к смертной казни и расстрелян в Петрозаводске. После смерти Иосифа Сталина реабилитирован в 1956 году.
Дочь — Айно Германовна Хурмеваара (1925—1999), литературовед, кандидат филологических наук, переводчик художественной литературы с финского языка на русский.